# Thomas, Thomas
Thomas, Thomas ist eine mehrfach ausgezeichnete Mockumentary von Corinna Liedtke, die als Teil des Episodenfilms Zeche is nich – Sieben Blicke auf das Ruhrgebiet 2010 entstand.

## Handlung
Der etwas weltfremde Mittdreißiger Wolfgang Weber, Sohn und Enkel von Bergleuten, ist ein Bücherwurm und Stadtarchivar in Castrop-Rauxel. Seine beiden Leidenschaften, die Biografie des irischen Bergbau-Pioniers William Thomas Mulvany und indische Kultur, versteht er auf ausgefallene Weise zu verbinden: Wolfgang Weber versucht durch intensive Recherchen nachzuweisen, dass ein ihm bekannter, in Castrop-Rauxel wirkender Mediziner, Gründer und Betreiber eines Ayurveda- und Medizinzentrums namens Thomas Vallomtharayil der wiedergeborene Mulvany sei. Dafür reist er sogar bis zum Sri-Kamadchi-Ampal-Tempel in Hamm-Uentrop, um sich geistlichen Beistand zu holen. Der Film lässt offen, ob die Geschichte dokumentarisch oder Fiktion ist.

## Kritiken
„Der Film bewegt sich zwischen Geschichte und Gegenwart, zwischen Fiktion und Realität. Industrie-Revolution und postindustrielles Gesundheitsbewusstsein werden auf abstruse Weise miteinander in Verbindung gesetzt. Unterhaltsam wird die mediale Gläubigkeit des passiven Betrachters auf die Probe gestellt und unterschwellig Kritik an damaligen wie aktuellen sozialen Verhältnissen geübt.“

„Corinna Liedtke ist es gelungen, die Jury hoch erfreut und verwirrt zugleich zu hinterlassen. Auch die Auswahlkommission war sich wohl nicht ganz sicher, wie dieser Kurzfilm zuzuordnen wäre und bietet ihn im Festivalkatalog unter ‚Sonstiges’ an.
Die Jury hat sich entschlossen, die Fake Doku als Spielfilm zu sehen. Dies fiel ihr umso leichter, als der Schauspieler des Wolfgang Weber, Stadtarchivar in Castrop-Rauxel, so überzeugend und zur Identifikation einladend agiert, dass man ihm auch noch unwahrscheinlichere Hypothesen abzunehmen bereit wäre.“

„Ein Film der vergangene und gegenwärtige Realität des Ruhrgebiets zu einer unglaublichen Geschichte glaubwürdig und spielerisch entwickelt, getragen von den freundlichen- überzeugenden Hauptdarsteller.“

„Und wenn in Thomas, Thomas ein fleißiger Stadtarchivar aus Castrop-Rauxel plötzlich entdeckt, daß der Leiter des Ayurveda Zentrums Thomas Vallomtharayil die Reinkarnation des Industrie-Pioniers Thomas Mulvany ist, dann möchte man diese Idee einfach glauben. Und so ist es doch eigentlich nur eine Frage der eigenen Einstellung, was man letztlich als real ansehen möchte.“

## Auszeichnungen
- 2010: Lobende Erwähnung für Thomas, Thomas auf dem Kasseler Dokumentarfilm- und Videofest[7]

- 2010: Preis Bester Spielfilm für Thomas, Thomas bei der 10. Ausgabe der Flensburger Kurzfilmtage[8]

- 2010: Jury-Preis-Nominierung in der Festivalreihe Wettbewerb NRW auf dem Europäischen Kurzfilmfestival Köln unlimited für Thomas, Thomas[9]

- 2010: Jury-Preis in der Kategorie Bester Film auf dem La.Meko Filmfestival Landau[10]

- 2011: Gewinner des Team-Work-Awards auf dem Stuttgarter Filmwinter[11]

## Wissenswertes
- Während der Dreharbeiten zum Film erschienen Presseartikel, die unter anderem über Wolfgang Weber als reale Figur berichteten.[12][13]
- In einer weiteren Recherche mit dem Titel Wolfgang Weber – Ein neuer Fall beschäftigt sich Wolfgang Weber mit dem Castrop-Rauxeler Marktplatz, wo ungewöhnlich viele Unfälle passieren.[14][15]
- Der Teaser Wolfgang Weber – Neue Fälle aus Castrop-Rauxel zeigt neue Recherchen des Archivars.[16][17]